# Port Royal (South Carolina)
Port Royal is een plaats (town) in de Amerikaanse staat South Carolina, en valt bestuurlijk gezien onder Beaufort County.

## Demografie
Bij de volkstelling in 2000 werd het aantal inwoners vastgesteld op 3950.
In 2006 is het aantal inwoners door het United States Census Bureau geschat op 9848, een stijging van 5898 (149.3%).

## Geografie
Volgens het United States Census Bureau beslaat de plaats een oppervlakte van
13,4 km², waarvan 10,1 km² land en 3,3 km² water.

## Plaatsen in de nabije omgeving
De onderstaande figuur toont nabijgelegen plaatsen in een straal van 12 km rond Port Royal.